# Marthe Matongo
Marthe Matongo (ur. 30 kwietnia 1933 w Bambari) – środkowoafrykańska polityczka. Pierwsza kobieta wybrana do Zgromadzenia Narodowego Republiki Środkowoafrykańskiej, w którym zasiadała od 1964 roku do Coup d'État de la Saint-Sylvestre, czyli zamachu stanu z przełomu 1965 i 1966 w.

## Życiorys

### Młodość, edukacja i kariera zawodowa
Matongo urodziła się 30 kwietnia 1933 w Bambari. Jej ojciec był nauczycielem.
Jest jedną z pierwszych kobiet w Republice Środkowoafrykańskiej, które ukończyły szkołę podstawową. Ukończyła studia we Francji, do której została wysłana przez francuskiego gubernatora wspólnie ze swoją kuzynką, Florence Yagbao, późniejszą pierwszą damą kraju. Do kraju powróciła w latach 50. Pracowała jako pracownica socjalna.

### Działalność polityczna
Dołączyła partii politycznej Mouvement pour l'évolution sociale de l'Afrique noire (MESAN).
W wieku 31 lat z powodzeniem wystartowała w wyborach parlamentarnych w Republice Środkowoafrykańskiej w 1964 roku z ramienia MESAN do Zgromadzenia Narodowego Republiki Środkowoafrykańskiej. MESAN zdobyła wszystkie mandaty, zdobywając 98,96% oddanych głosów. Mandat objęła 21 marca 1964. Została wiceprzewodniczącą komitetu do spraw socjalnych oraz członkinią komitetu ds. edukacji narodowej, komitetu ds. zdrowia publicznego, komitetu ds. pracy, komitetu ds. mieszkalnictwa, komitetu ds. młodzieży oraz komitetu ds. sportu. Została pierwszą kobietą wybraną do parlamentu kraju oraz jedyną zasiadającą w liczącym 105 miejsc parlamencie. Kadencja izby zakończyła się w wyniku Coup d'État de la Saint-Sylvestre, który wybuchł w nocy z 31 grudnia 1965 na 1 stycznia 1966. Jean-Bédel Bokassa ogłosił się prezydentem kraju, a 4 stycznia 1966 rozwiązał parlament.
W 1964 roku współzałożyła i została sekretarz generalną Union des femmes cetrafricaines (UFCA). W ramach UFCA została kierowniczką komisji radiowej i prowadziła program poświęcony poradom dla gospodyń domowych i matek w języku sango.

### Życie prywatne
Jej kuzynką jest Florence Yagbao, która w 1960 została pierwszą damą Republiki Środkowoafrykańskiej.